# Михайлівська сільська рада (Гайсинський район)
| Михайлівська сільська рада — колишній орган місцевого самоврядування у Гайсинському районі Вінницької області з адміністративним центром у с. Михайлівка. Сільській раді були підпорядковані населені пункти: - с. Михайлівка |

## Склад ради
Рада складалась з 16 депутатів та голови.

## Керівний склад сільської ради
| ПІБ                                 | Основні відомості                                                 | Дата обрання | Дата звільнення |
| ----------------------------------- | ----------------------------------------------------------------- | ------------ | --------------- |
| Топочканова Валентина Володимирівна | Сільський голова, 1972 року народження, освіта вища, позапартійна | 10.11.2015   |                 |

Примітка: таблиця складена за даними джерела

## Історія
На 1 жовтня 1959 площа 2829 га, населення 2252 чоловік, 1 сільський населений пункт.